# Claude-André Deseine
Pour les articles homonymes, voir Deseine.
Claude André Deseine est un sculpteur français né le 12 avril 1740 à Paris et mort le 30 décembre 1823 au Petit-Gentilly (alors hameau de la commune de Gentilly, actuellement dans le 13e arrondissement de Paris).

## Biographie
Né le 12 avril 1740 à Paris, Claude André Deseine est l’aîné de huit enfants, et le seul sourd dans une famille issue de menuisiers et serruriers.
En 1778, il entre avec son frère Louis Pierre Deseine (1749-1822), sculpteur lui-aussi, à l'Académie royale de peinture et de sculpture, où il devient élève d'Augustin Pajou. Lors d'un des nombreux concours organisées par l'Académie, il obtient une troisième place, récompense qu'aucun sourd français n'avait reçue.
Ses penchants républicains et le côté caricatural de ses portraits le distinguent de son frère. De 1789 à 1794, il siège souvent au Club des Jacobins, où il obtient un prix en 1791 pour son Buste de Mirabeau, il vend alors un grand nombre de bustes d'autres députés.
Le 17 février 1793, en échange d'une liasse d'assignats, Georges Jacques Danton (1759-1794) l'entraîne avec lui au cimetière Sainte-Catherine où est inhumée sa femme. En pleine nuit, avec l'aide du gardien du cimetière, Georges Danton fait déterrer son épouse, Antoinette Gabrielle, ouvre le cercueil, la couvre de baisers en l'implorant de lui pardonner pour ses nombreuses infidélités, puis pratique un moulage du visage de la morte. Le buste mortuaire d'Antoinette Gabrielle Danton, exposé l'année même de sa mort au prix d'un scandale rapidement étouffé, est conservé au musée des Beaux-Arts de Troyes.
Claude André Deseine meurt le 30 décembre 1823 dans une petite pension, au Petit-Gentilly,.

## Œuvres dans les collections publiques
- Paris, musée du Louvre :
  - Mohammed Osman Khan, 1788, buste en terre cuite ;
  - Le Neveu de Mohammed Osman Khan, 1788, buste en terre cuite.
- Rennes, musée des Beaux-Arts : Honoré-Gabriel Riqueti de Mirabeau, 1791, buste en plâtre.
- Rueil-Malmaison, châteaux de Malmaison et Bois-Préau : Napoléon sur le rocher de Sainte-Hélène, estampe.
- Vizille, musée de la Révolution française :
  - Maximilien de Robespierre, 1791, buste en terre cuite ;
  - Antoinette-Gabrielle Charpentier, 1793, buste en plâtre patiné bronze.

Œuvres de Claude André Deseine
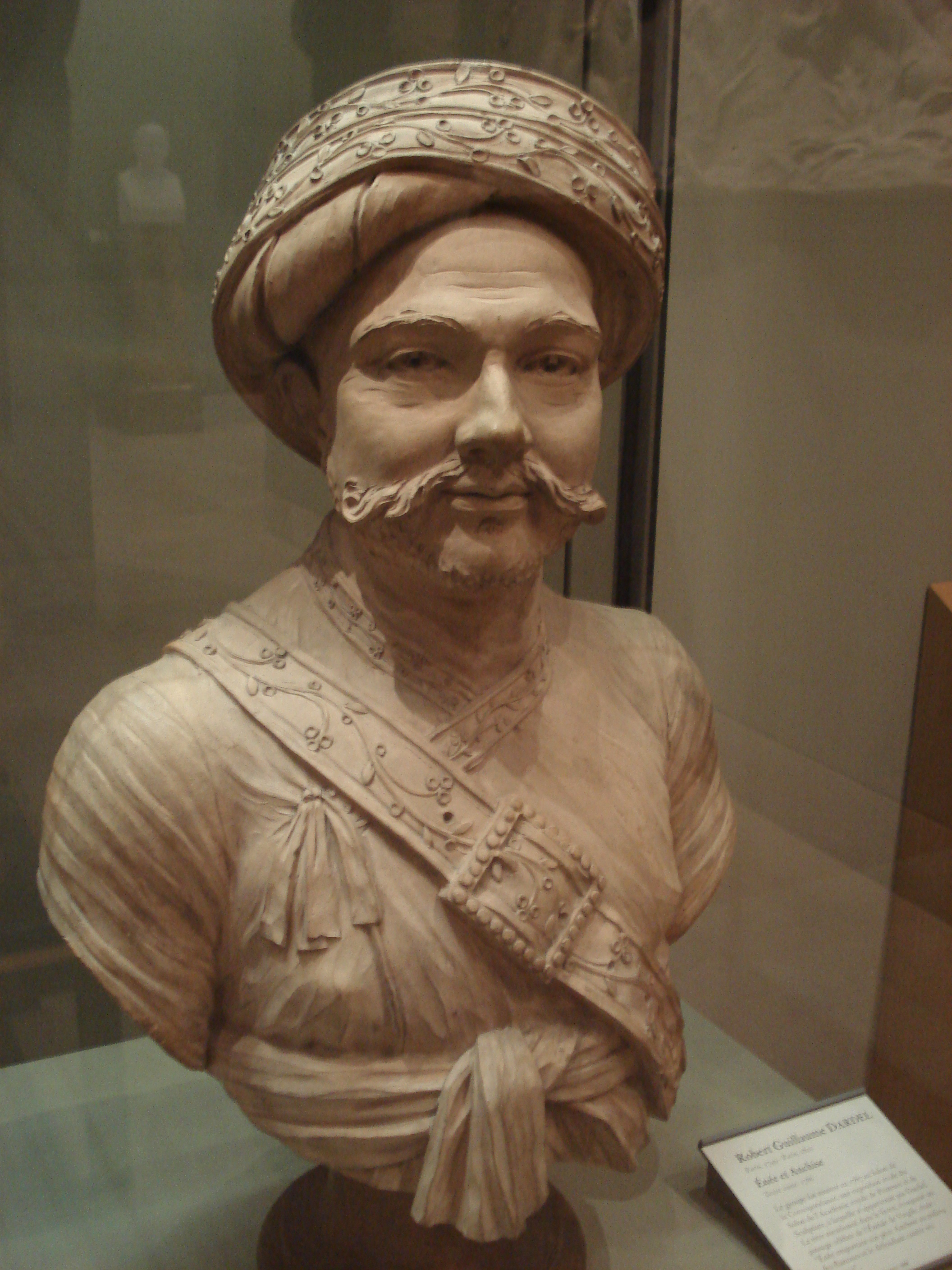
L'Ambassadeur Mohammed Osman Khan (1788), Paris, musée du Louvre.
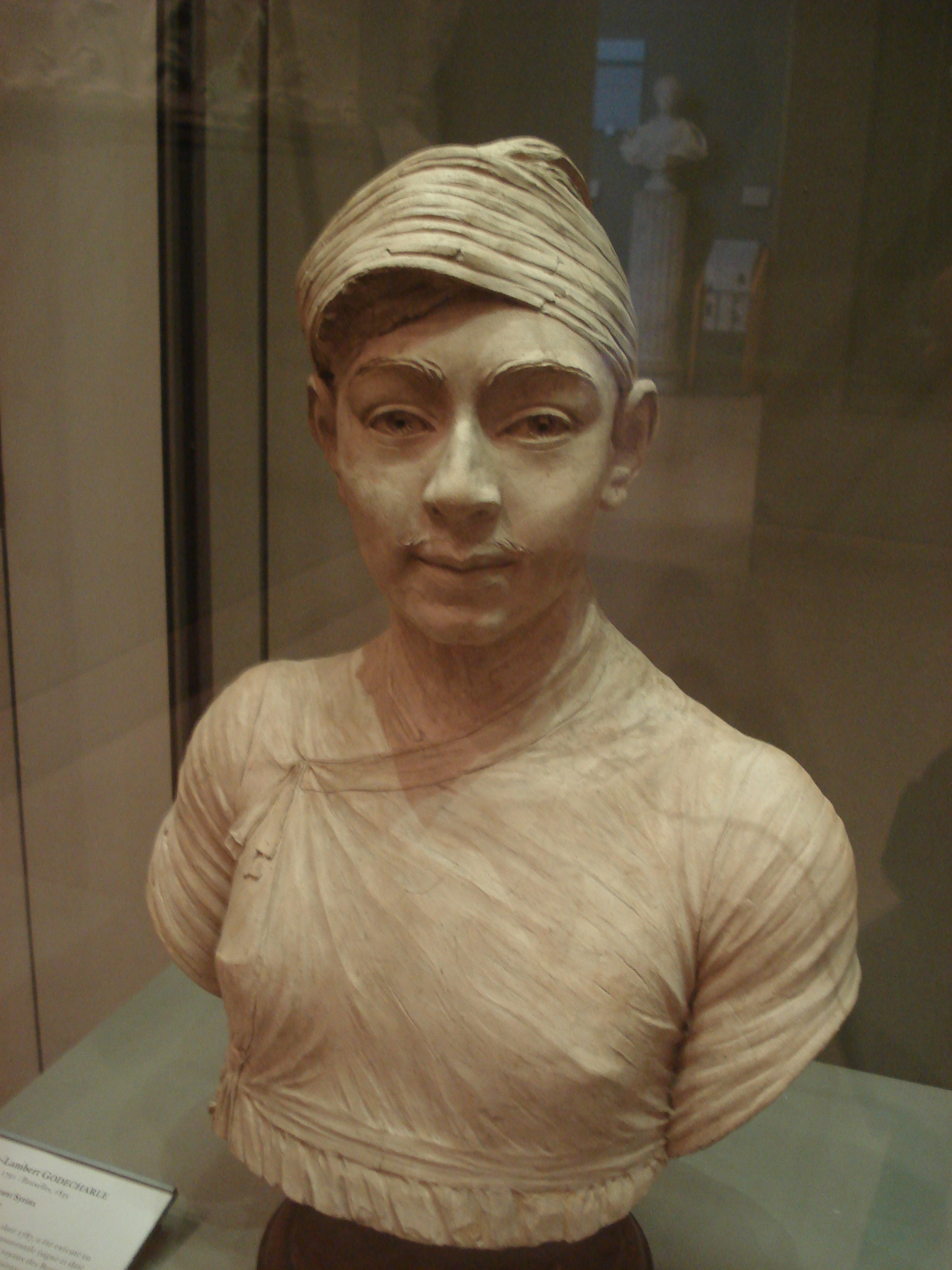
Le Neveu de Mohammed Osman Khan (1788), Paris, musée du Louvre.
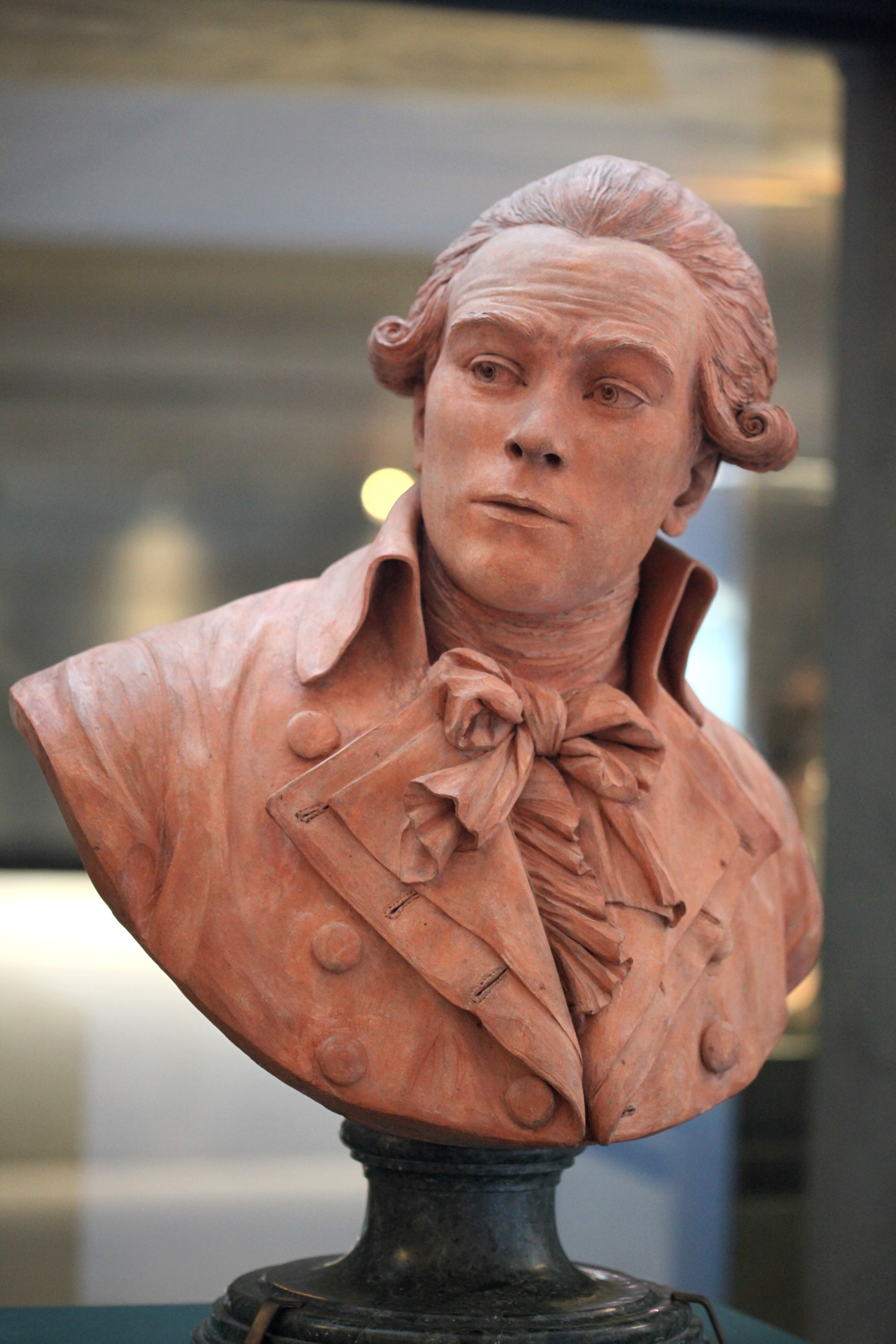
Maximilien de Robespierre (1791), Vizille, musée de la Révolution française.
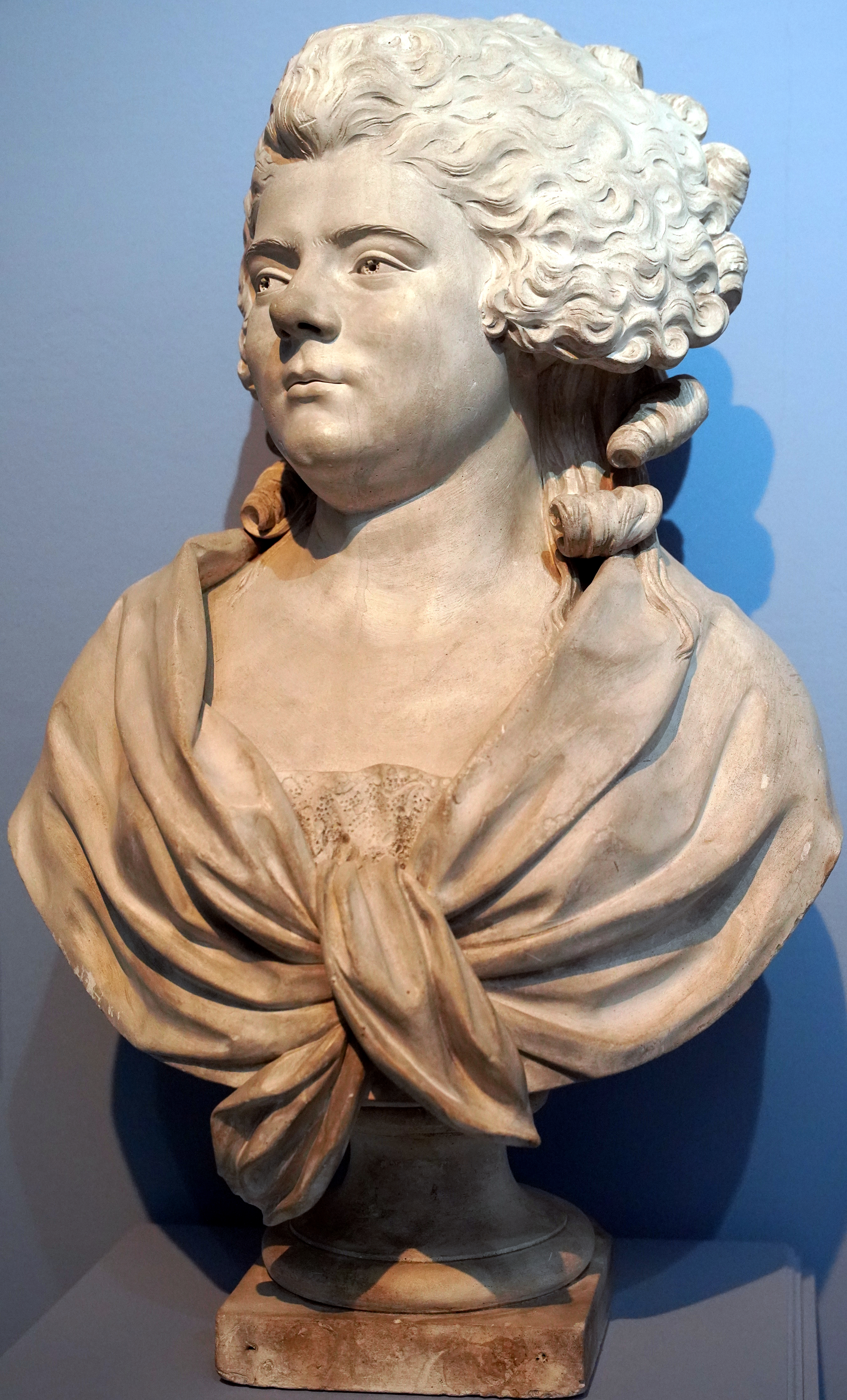
Antoinette Gabrielle Danton (1793), Troyes, musée Saint-Loup.